# Свердруп (лунный кратер)
Кратер Свердруп (лат. Sverdrup) — крупный ударный кратер в районе Южного полюса Луны. Название дано в честь норвежского полярного мореплавателя и исследователя Отто Свердрупа (1855—1930) и утверждено Международным астрономическим союзом в 2000 г.

## Описание кратера

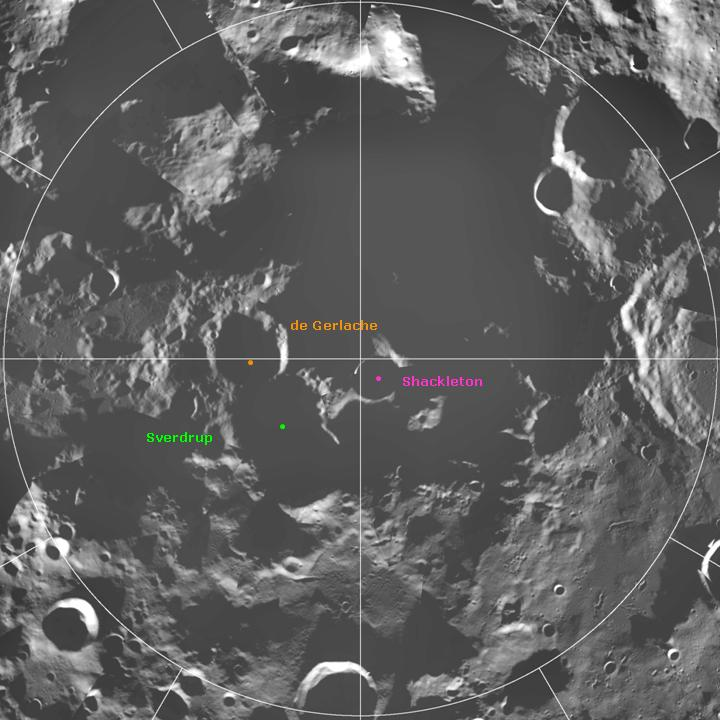
Окрестности кратера Свердруп. Снимок зонда Clementine.

Ближайшими соседями кратера являются кратер Слэйтер на западе; кратер Вихерт на северо-западе; кратер Кун на севере; кратер Кохер на севере-северо-востоке; кратер Де Герлах на востоке и кратер Шеклтон на юге. Селенографические координаты центра кратера 88°19′ ю. ш. 153°23′ з. д. / 88,32° ю. ш. 153,39° з. д., диаметр 32.8 км, глубина 2,1 км.
В недавнем прошлом район южного полюса Луны не имел удовлетворительных снимков как с земных телескопов так и камерами лунных исследовательских зондов и вследствие этого получил неофициальное название «Luna Incognita». Ситуация изменилась в 1994 г. с прибытием на лунную орбиту зонда «Clementine». Кратер Свердруп впервые идентифицирован на снимках данного зонда.
Кратер имеет близкую к циркулярной форму, умеренно разрушен. Вал кратера и его внутренний склон отмечены несколькими небольшими кратерами и изменены соседними структурами. Высота вала над окружающей местностью составляет 970 м, объём кратера приблизительно 900 км³.
Вследствие расположения у южного полюса Луны дно чаши кратера никогда не освещается лучами Солнца, поэтому оно, как и чаши других соседних кратеров является по современным представлениям самым холодным местом в Солнечной системе.  Это дает основания предполагать возможность того, что в чаше кратера могла сохраниться вода, поскольку в соответствии с расчетами вода и другие летучие газы покидают поверхность планеты при температуре выше −220 °С. Действительно, после проведения эксперимента по бомбардировке Луны зондом LCROSS, 13 ноября 2009 года, НАСА сообщило об обнаружении в кратере Кабео в районе южного полюса воды в виде льда.

## Сателлитные кратеры
Отсутствуют.